# 주간고속도로 제37호선
주간고속도로 제37호선(영어: Interstate 37, I-37)은 미국 남부 텍사스주 코퍼스크리스티(Corpus Christi)와 텍사스주 샌안토니오(San Antonio)를 연결하는 총 연장 230.14km의 고속도로이다. 37호선은 텍사스주 남부 해안의 허리케인 대피로로 유용하게 이용된다.
37호선은 1959년에 샌앤토니오와 코퍼스크리스티를 잇는 도로로 처음 지정되었고 1960년대에 두 도시의 중심과 외곽 지역에서부터 도로 건설이 시작되어 1980년대에 시골 지역의 도로를 완공하는 것을 끝으로 전구간이 개통되었다.